# Ренді Браун
Ренді Браун (англ. Randy Brown, нар. 22 травня 1968, Чикаго, США) — американський професіональний баскетболіст, що грав на позиції розігруючого захисника за декілька команд НБА. Триразовий чемпіон НБА. Згодом — баскетбольний тренер.

## Ігрова кар'єра
Починав грати у баскетбол у команді старшої школи Коллінса (Чикаго, Іллінойс). На університетському рівні грав за команди Х'юстон (1986–1988) та Нью-Мексико Стейт (1989–1991).
1991 року був обраний у другому раунді драфту НБА під загальним 31-м номером командою «Сакраменто Кінґс». Захищав кольори команди із Сакраменто протягом наступних 4 сезонів.
З 1995 по 2000 рік грав у складі «Чикаго Буллз». Разом з командою виграв три титули чемпіона НБА.
2000 року перейшов до «Бостон Селтікс», у складі якої провів наступні 2 сезони своєї кар'єри.
Останньою ж командою в кар'єрі гравця стала «Фінікс Санз», до складу якої він приєднався 2002 року і за яку відіграв один сезон.

## Тренерська робота
2015 року став асистентом головного тренера команди «Чикаго Буллз», в якій пропрацював до 2018 року. Був звільнений через звинувачення у розколі команди і менеджменту клубу.